# Équipe du Mozambique de beach soccer

L'équipe du Mozambique de beach soccer est la sélection nationale représentant le Mozambique dans les compétitions internationales de beach soccer.

## Histoire
Les Mozambicains participent à leur première compétition internationale au Championnat d'Afrique de beach soccer 2007 en Afrique du Sud ; l'équipe termine dernière de son groupe. Au Championnat d'Afrique 2008, toujours en Afrique du Sud, le Mozambique termine à nouveau dernier de son groupe. L'équipe termine ensuite sixième du Championnat d'Afrique 2009 en Afrique du Sud.
Les Mozambicains ne participent plus à aucune compétition majeure jusqu'en 2021 : ils s'inclinent en finale de la Coupe d'Afrique des nations 2021 contre le Sénégal et se qualifient pour la Coupe du monde de beach soccer 2021 en Russie où ils sont éliminés au stade de la phase de groupes.
L'équipe termine quatrième de la Coupe d'Afrique des nations 2022.

## Palmarès
- Coupe d'Afrique des nations
  - Finaliste : 2021
  - Quatrième : 2022
- Championnat COSAFA
  - Champion en 2021[2]
  - Finaliste en 2023 et 2024

## Parcours en compétition internationale

### Coupe du monde
| Coupe du monde de beach soccer | Coupe du monde de beach soccer | Coupe du monde de beach soccer | Coupe du monde de beach soccer | Coupe du monde de beach soccer | Coupe du monde de beach soccer | Coupe du monde de beach soccer | Coupe du monde de beach soccer |
| Année                          | Tour                           | J                              | G                              | N                              | P                              | Bp                             | Bc                             |
| ------------------------------ | ------------------------------ | ------------------------------ | ------------------------------ | ------------------------------ | ------------------------------ | ------------------------------ | ------------------------------ |
| 1995 à 2006                    | Aucune participation           | Aucune participation           | Aucune participation           | Aucune participation           | Aucune participation           | Aucune participation           | Aucune participation           |
| 2007                           | Non qualifiée                  | -                              | -                              | -                              | -                              | -                              | -                              |
| 2008                           | Non qualifiée                  | -                              | -                              | -                              | -                              | -                              | -                              |
| 2009                           | Non qualifiée                  | -                              | -                              | -                              | -                              | -                              | -                              |
| 2013                           | Non qualifiée                  | -                              | -                              | -                              | -                              | -                              | -                              |
| 2015                           | Non qualifiée                  | -                              | -                              | -                              | -                              | -                              | -                              |
| 2017                           | Non qualifiée                  | -                              | -                              | -                              | -                              | -                              | -                              |
| 2019                           | Non qualifiée                  | -                              | -                              | -                              | -                              | -                              | -                              |
| 2021                           | Phase de groupe                | 3                              | 1                              | 0                              | 2                              | 15                             | 18                             |
| 2023                           | Non qualifiée                  | -                              | -                              | -                              | -                              | -                              | -                              |
| 2025                           | Non qualifiée                  | -                              | -                              | -                              | -                              | -                              | -                              |
| Total                          | 1/10                           | 0                              | 0                              | 0                              | 0                              | 0                              | 0                              |

### Championnat d'Afrique
| Coupe d'Afrique des nations de beach soccer | Coupe d'Afrique des nations de beach soccer | Coupe d'Afrique des nations de beach soccer | Coupe d'Afrique des nations de beach soccer | Coupe d'Afrique des nations de beach soccer | Coupe d'Afrique des nations de beach soccer | Coupe d'Afrique des nations de beach soccer | Coupe d'Afrique des nations de beach soccer | Coupe d'Afrique des nations de beach soccer |
| Année                                       | Résultat                                    | Class.                                      | J                                           | G                                           | N                                           | P                                           | Bp                                          | Bc                                          |
| ------------------------------------------- | ------------------------------------------- | ------------------------------------------- | ------------------------------------------- | ------------------------------------------- | ------------------------------------------- | ------------------------------------------- | ------------------------------------------- | ------------------------------------------- |
| 2006                                        | aucune participation                        | aucune participation                        | aucune participation                        | aucune participation                        | aucune participation                        | aucune participation                        | aucune participation                        | aucune participation                        |
| 2007                                        | Phase de groupe                             | 8e                                          | 3                                           | 0                                           | 0                                           | 3                                           | 8                                           | 21                                          |
| 2008                                        | Phase de groupe                             | 7e                                          | 3                                           | 1                                           | 0                                           | 2                                           | 6                                           | 20                                          |
| 2009                                        | Phase de groupe                             | 6e                                          | 3                                           | 1                                           | 0                                           | 2                                           | 11                                          | 18                                          |
| 2011                                        | Aucune participation                        | Aucune participation                        | Aucune participation                        | Aucune participation                        | Aucune participation                        | Aucune participation                        | Aucune participation                        | Aucune participation                        |
| 2013                                        | Aucune participation                        | Aucune participation                        | Aucune participation                        | Aucune participation                        | Aucune participation                        | Aucune participation                        | Aucune participation                        | Aucune participation                        |
| 2015                                        | Non qualifiée                               | Non qualifiée                               | Non qualifiée                               | Non qualifiée                               | Non qualifiée                               | Non qualifiée                               | Non qualifiée                               | Non qualifiée                               |
| 2016                                        | Non qualifiée                               | Non qualifiée                               | Non qualifiée                               | Non qualifiée                               | Non qualifiée                               | Non qualifiée                               | Non qualifiée                               | Non qualifiée                               |
| 2018                                        | Non qualifiée                               | Non qualifiée                               | Non qualifiée                               | Non qualifiée                               | Non qualifiée                               | Non qualifiée                               | Non qualifiée                               | Non qualifiée                               |
| 2021                                        | Finaliste                                   | 6e                                          | 5                                           | 4                                           | 0                                           | 1                                           | 23                                          | 16                                          |
| 2022                                        | Demi-finale                                 | 4e                                          | 4                                           | 2                                           | 0                                           | 2                                           | 9                                           | 12                                          |
| 2024                                        | Phase de groupe                             | 6e                                          | 4                                           | 1                                           | 0                                           | 3                                           | 16                                          | 26                                          |
| Total                                       | Champion                                    | 6/9                                         | 22                                          | 9                                           | 0                                           | 13                                          | 73                                          | 113                                         |

### Championnat COSAFA
| Championnat COSAFA de beach soccer | Championnat COSAFA de beach soccer | Championnat COSAFA de beach soccer | Championnat COSAFA de beach soccer | Championnat COSAFA de beach soccer | Championnat COSAFA de beach soccer | Championnat COSAFA de beach soccer | Championnat COSAFA de beach soccer | Championnat COSAFA de beach soccer |                 |
| Année                              | Résultat                           | Class.                             | J                                  | G                                  | N                                  | P                                  | Bp                                 | Bc                                 |                 |
| ---------------------------------- | ---------------------------------- | ---------------------------------- | ---------------------------------- | ---------------------------------- | ---------------------------------- | ---------------------------------- | ---------------------------------- | ---------------------------------- | --------------- |
| 2015 (de)                          | Non participant                    | Non participant                    | Non participant                    | Non participant                    | Non participant                    | Non participant                    | Non participant                    | Non participant                    | Non participant |
| 2021 (de)                          | Champion                           | 1er                                | 4                                  | 4                                  | 0                                  | 0                                  | 20                                 | 11                                 |                 |
| 2022 (de)                          | Demi-final                         | 4e                                 | 5                                  | 2                                  | 1                                  | 2                                  | 29                                 | 15                                 |                 |
| 2023 (en)                          | Finaliste                          | 2e                                 | 5                                  | 3                                  | 1                                  | 1                                  | 25                                 | 18                                 |                 |
| 2024 (de)                          | Finaliste                          | 2e                                 | 5                                  | 3                                  | 1                                  | 1                                  | 26                                 | 23                                 |                 |
| Total                              | Finaliste                          | 1/4                                | 19                                 | 12                                 | 3                                  | 4                                  | 100                                | 67                                 |                 |